# Nebočady
Nebočady (někdy též Nebočany, německy Neschwitz) jsou vesnice a  XXXIII. místní část statutárního města Děčína v Ústeckém kraji.

## Historie
První písemná zmínka o vesnici pochází z roku 1352.

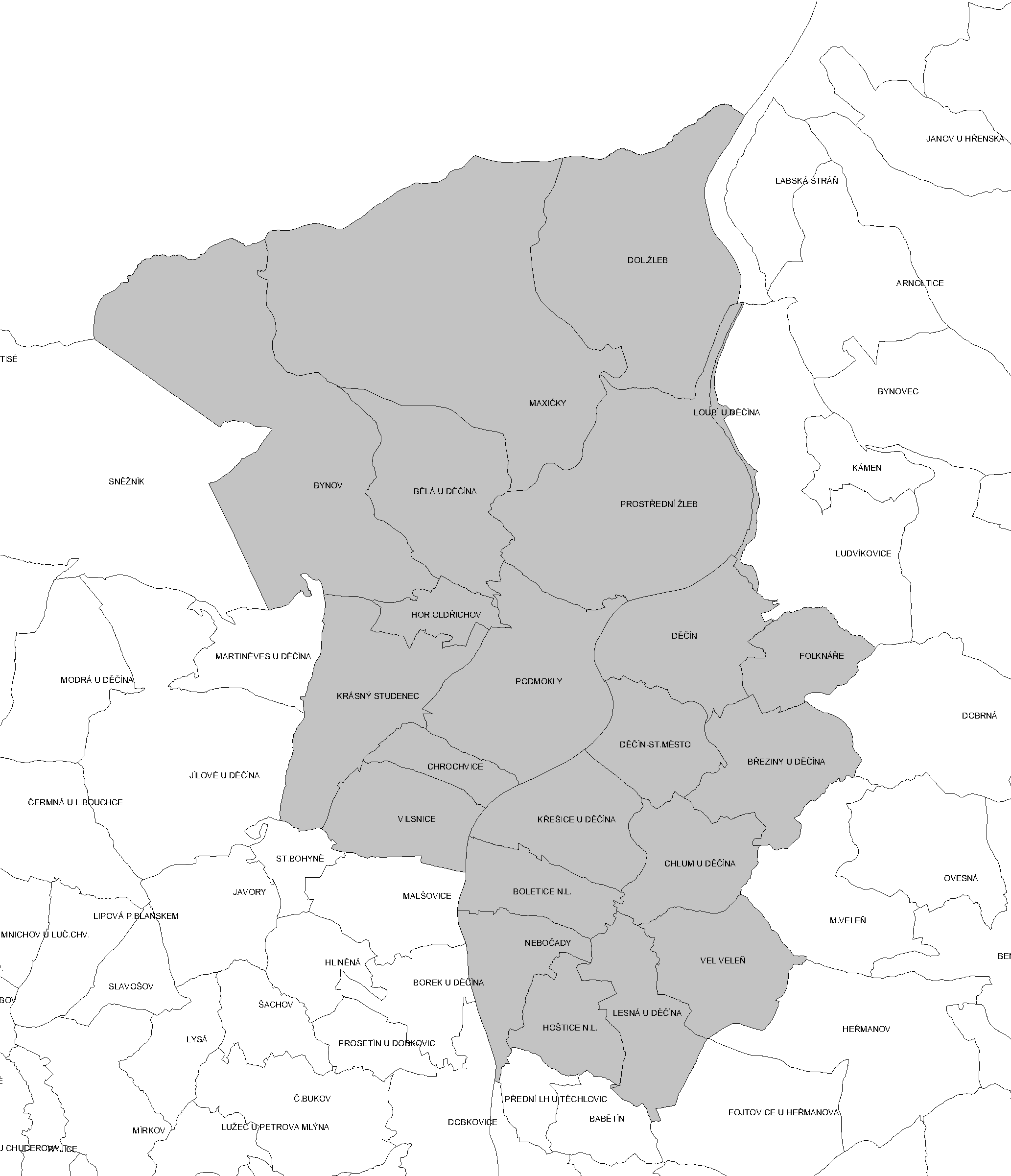
Katastrální členění Děčína

Původně samostatná obec byla v roce 1945 sloučena s nedaleko ležícím Děčínem. V roce 1951 v blízkém okolí vsi došlo k plně neobjasněné vraždě sedmnáctileté dívky z níž byla podezírána řada lidí a mimo jiné i vrah Václav Mrázek.[zdroj?]

## Obyvatelstvo
Při sčítání lidu v roce 1921 ve vsi žilo 578 obyvatel (z toho 290 mužů), z nichž bylo 29 Čechoslováků, 531 Němců, čtyři příslušníci jiné národnosti a čtrnáct cizinců. Kromě čtyř evangelíků, dvou příslušníků nezjišťovaných církví a sedmi lidí bez vyznání byli římskými katolíky. Podle sčítání lidu z roku 1930 měla vesnice 668 obyvatel: 41 Čechoslováků, 611 Němců a šestnáct cizinců. Většina (489 osob) se hlásila k římskokatolické církvi, ale jedenáct lidí bylo evangelíky, tři patřili k církvi československé, tři k nezjišťovaným církvím a 162 lidí bylo bez vyznání.
| | 1869 | 1880 | 1890 | 1900 | 1910 | 1921 | 1930 | 1950 | 1961 | 1970 | 1980 | 1991 | 2001 | 2011 |
| --- | ---- | ---- | ---- | ---- | ---- | ---- | ---- | ---- | ---- | ---- | ---- | ---- | ---- | ---- |
| Obyvatelé | 263  | 285  | 313  | 402  | 741  | 662  | 743  | 484  | 529  | 489  | 469  | 391  | 402  | 345  |
| Domy | 46   | 50   | 52   | 56   | 76   | 76   | 99   | 110  | —    | 97   | 94   | 93   | 94   | 103  |
| Tabulka zahrnuje údaje části Jakubov. Počet domů z roku 1961 je zahrnut v domech místní části Boletice nad Labem. |      |      |      |      |      |      |      |      |      |      |      |      |      |      |

## Pamětihodnosti
- Farní kostel svatého Vavřince – barokní orientovaná stavba se dvěma věžemi ve vstupním průčelí, dnes je kostel uzavřen a pravidelné bohoslužby se v něm nekonají, fasáda je sešlá, okna místy rozbitá.
- Kaple Nejsvětější Trojice – drobná barokní sakrální stavba na návsi.
- Fara čp. 1
- Venkovská usedlost čp. 2
- Venkovská usedlost čp. 25